# Reclame Code Commissie
De Reclame Code Commissie (RCC) is een orgaan van de Nederlandse Stichting Reclame Code, dat beoordeelt of een reclame-uiting voldoet aan de Nederlandse Reclame Code.

## Werking en samenstelling
Eenieder die meent dat reclame in strijd is met de Reclame Code kan bij de Reclame Code Commissie een klacht indienen. De commissie beoordeelt nadat de klager en eventueel de adverteerder zijn gehoord via een vaste procedure of een bestreden reclame-uiting met de code in strijd is. De commissie kan geen sancties opleggen. Tegen een uitspraak staat beroep open bij het College van Beroep.
De Reclame Code Commissie is samengesteld uit vertegenwoordigers uit de volgende vijf sectoren:
1. een lid van de BVA (Bond van Adverteerders)
2. een lid van de Consumentenbond
3. een lid van de aan de Stichting Reclame Code deelnemende media
4. een lid van de VCA (vereniging van communicatie-adviesbureaus)
5. een voorzitter, aangewezen door de Stichting Reclame Code

Indien iemand meent dat een bepaalde reclame-uiting in strijd is met de wet kan men, in plaats van bij de Reclame Code Commissie, ook bij een rechtbank een civiel- of strafrechtelijke procedure starten.